# Ilonca Hardy
Ilonca Hardy ist eine Psychologin, Pädagogin und Hochschullehrerin.

## Leben
Ilonca Hardy absolvierte 1990 das Abitur und begann im Anschluss ein Studium der Grundschulpädagogik und Schulpsychologie an der Universität Bamberg. Von 1993 bis 1998 studierte sie an der University of Iowa Pädagogische Psychologie. Das Studium schloss sie mit dem Ph.D. ab. In der Zeit von 1998 bis 2007 war sie Wissenschaftliche Mitarbeiterin am Max-Planck-Institut für Bildungsforschung. Von 2003 bis 2006 studierte sie Grundschulpädagogik an der FU Berlin. Nach dem Ersten Staatsexamen im Jahr 2006 habilitierte sie sich 2007 im Fach Erziehungswissenschaft. Zurzeit ist Hardy Professorin für Erziehungswissenschaft mit den Schwerpunkten Grundschulpädagogik und Empirische Bildungsforschung an der Goethe-Universität Frankfurt am Main.

## Schriften (Auswahl)
- mit Yvonne Anders, Sabina Pauen, Jörg Ramseger, Beate Sodian, Mirjam Steffensky: Early science education. Goals and process-related quality criteria for science teaching, Barbara Budrich Verlag, Opladen/Berlin 2018, ISBN 978-3-8474-0559-7.
- mit Matthias Martens, Kerstin Rabenstein, Karin Bräu, Marei Fetzer, Helge Gresch, Carla Schelle (Hrsg.): Konstruktionen von Fachlichkeit. Ansätze, Erträge und Diskussionen in der empirischen Unterrichtsforschung, Verlag Julius Klinkhardt, Bad Heilbrunn 2018, ISBN 978-3-7815-2256-5.